# Eastwood, Essex
Eastwood är en stadsdel i Southend-on-Sea, i unparished area Southend-on-Sea, i kommunen City of Southend-on-Sea, i grevskapet Essex, i England. Eastwood var en civil parish fram till 1946 när blev den en del av Canewdon. Civil parish hade 3 887 invånare år 1931. Byn nämndes i Domedagsboken (Domesday Book) år 1086, och kallades då Estuuda/Nestuda.